# Жозе Марія Антуніш
Жозе Марія Антуніш (порт. José Maria Antunes; 27 липня 1913, Коїмбра — 12 березня 1991, Коїмбра) — португальський футболіст, що грав на позиції захисника. По завершенні ігрової кар'єри — тренер, відомий роботою зі збірною Португалії.
Виступав за клуб «Академіка».

## Ігрова кар'єра
У дорослому футболі дебютував 1934 року виступами за команду клубу «Академіка» з рідної Коїмбри, кольори якої і захищав протягом усієї своєї кар'єри гравця, що тривала десять років.

## Кар'єра тренера
Розпочав тренерську кар'єру невдовзі по завершенні кар'єри гравця, 1946 року, очоливши тренерський штаб свого колишнього клубу, «Академіки», де пропрацював протягом сезону.
1957 року став головним тренером збірної Португалії. Під його керівництвом команда брала участь у кваліфікаційному раунді Євро-1960, де зуминилася за крок від потрапляння до фінальної частини турніру, поступившись у чвертьфінальних іграх югославам. Після цього залишив збірну.
Згодом ще двічі приходив на тренерський місток португальської національної команди — протягом 1962—1964 та 1968—1969 років.
Помер 12 березня 1991 року на 78-му році життя.